# 常見陽平
常見 陽平（つねみ ようへい、1974年4月4日 - ）は、日本の労働社会学者、働き方評論家。千葉商科大学国際教養学部准教授、HR総合調査研究所客員研究員。

## 人物・経歴
北海道札幌市出身。両親ともに歴史学者。母はイギリス史を専門とし、北海学園大学人文学部教授などを歴任。父は北海道大学教員であったが、本人が小学5年生のときに病死した。北海道札幌南高等学校を経て、一橋大学社会学部入学。のち商学部に転部し、竹内弘高ゼミナールに所属。学生プロレスサークル「一橋大学世界プロレスリング同盟（HWWA）」にも所属し、サークルの同期に中川淳一郎が、後輩に橋本吉史がいる。一橋大学商学部卒業後、1997年リクルートに入社。『とらばーゆ』編集部などを経て退社し、2005年株式会社バンダイに転職。人事部人材開発チームで新卒採用を担当。2012年、在職中に一橋大学大学院社会学研究科修士課程入学し、2014年同修了、修士 （社会学）。その後退社し、独立。2015年から千葉商科大学国際教養学部専任講師。2020年千葉商科大学国際教養学部准教授。
専門は労働社会学 で、著書やAllAbout NewsDig、BLOGOSなどでノマドワークスタイルブームへの批判などを行なっている。参議院国民生活と経済に関する調査会参考人、参議院経済産業委員会参考人 等も務める。それ以外では音楽（主にヘヴィメタル、ロックフェス関連）、格闘技などの記事も執筆している。

## 著書
- 『三年で会社を辞めたら損ですよ!』Studio Cello, 2007
- 『ヒーロー社員になろう! 元気と勇気が出る仕事術』インデックス・コミュニケーションズ 2008
- 『就活格差』中経出版 2009
- 『人生を変える朝活! いいことだらけの朝時間を徹底利用する』青志社 2009
- 『内定を決めたひと言』中経出版 2009
- 『くたばれ!就職氷河期 就活格差を乗り越えろ』角川SSC新書 2010
- 『就活難民にならないための大学生活30のルール』主婦の友社 2010
- 『絶対やってはいけない!負ける面接100』マガジンハウス 2010
- 『「キャリアアップ」のバカヤロー 自己啓発と転職の"罠"にはまらないために』講談社+α新書、2011
- 『札幌市民のための16歳からのキャリア論』エイチエス 2011
- 『就活の神さま 自信のなかったボクを「納得内定」に導いた22の教え』WAVE出版 2011
- 『脱アコガレ!これが真実のマスコミ就活だ!! 内定までの人から、世の中を変える人に』早稲田経営出版 2011
- 『「意識高い系」という病 ソーシャル時代にはびこるバカヤロー』ベスト新書 2012
- 『親は知らない就活の鉄則』朝日新書 2012
- 『大学生のための「学ぶ」技術 就活難民にならないための頭の鍛え方』主婦の友社 2012
- 『僕たちはガンダムのジムである』ヴィレッジブックス 2012　日経ビジネス人文庫、2016
- 『自由な働き方をつくる 「食えるノマド」の仕事術 』日本実業出版社 2013
- 『「すり減らない」働き方』青春新書インテリジェンス、 2013
- 『ちょいブスの時代 仕事と恋愛の革命的変化』宝島社新書、2013
- 『普通に働く 』イースト・プレス、2013
- 『「就社志向」の研究 なぜ若者は会社にしがみつくのか』角川oneテーマ21 2013
- 『「できる人」という幻想―4つの強迫観念を乗り越える 』NHK出版新書 2014
- 『リクルートという幻想』中公新書ラクレ 2014
- 『エヴァンゲリオン化する社会』日本経済新聞出版社 日経プレミアシリーズ 2015
- 『下積みは、あなたを裏切らない! サラリーマンの新しい掟』マガジンハウス 2015
- 『「就活」と日本社会 平等幻想を超えて』NHKブックス 2015

### 共著など
- 『強い就活!』（石渡嶺司と共著）ディスカヴァー・トゥエンティワン 2009
- 『ヤバイ就活!』（石渡嶺司共著）PHP研究所 2009
- 『最強「内定」請負人就活の答え』（柳本新二と共著）講談社 2010
- 『困ったときに本当に使える就活のヒント100』（監修）マガジンハウス 2012
- 『女子と就活 20代からの「就・妊・婚」講座』（白河桃子と共著）中公新書ラクレ 2012
- 『本当に使える就活・実践本 Manners of students job hunting』（園田雅江と共監修）主婦の友社 2012
- 『IT企業という怪物』（今野晴貴と共著）双葉社 2013
- 『21世紀型サラリーマン　ウハウハ処世術　俺らがやるべき28の裏ワザ』（そでづくえと共著）クリーク・アンド・リバー 2013
- 『ブラック企業のない社会へ 教育・福祉・医療・企業にできること』今野晴貴,棗一郎,藤田孝典,上西充子,大内裕和,嶋﨑量,ハリス鈴木絵美共著 岩波ブックレット 2014

### メルマガ
- 常見陽平の愛と怒りのシゴト論　普通のあなたのひとつ上の働き方（ビジスパ：※2012年3月にて連載を終了。）
- 帰ってきた愛と怒りのシゴト論　食いっぱぐれない人生の法則（ビジスパ：※2013年5月にて連載を終了。）